# Тріо Маренич
«Тріо Маренич», тріо Мареничів або Мареничі — український музичний колектив, що виконував пісні в народному стилі переважно українською мовою. У репертуарі гурту були як народні, так і авторські пісні, у тому числі власні твори. Багато з народних пісень аранжували учасники групи, в основному Антоніна Маренич. Найбільшу популярність гурт набув в СРСР наприкінці 1970-х—1980-х роках. Гурт розпався 2004 року, його учасники згодом почали сольні кар'єри. Склад: засновниця Антоніна Маренич (Сухорукова), Світлана Маренич (Сухорукова), Валерій Маренич. Антоніна — сестра Світлани та дружина Валерія.

## Історія
Антоніна і Світлана Сухорукови народилися і виросли в місті Куйбишеві (нині — Самара). Валерій Маренич родом із Кривого Рогу.  Антоніна, яка єдина з усього колективу мала вищу музичну освіту, починала співочу кар'єру в московському естрадному оркестрі Юрія Саульского «ВІА-66». 1971 року удвох з Валерієм Мареничем вони організували співочий дует, куди згодом підключили й сестру Антоніни Світлану. Жили учасники гурту утрьох в однокімнатній квартирі в Луцьку.
1971 року гурт зайняв перше місце на огляді ВІА в Харкові.
Вперше на телеекрани України «Тріо Маренич» потрапили 1978 року і дуже швидко завоювали популярність спочатку в Україні, а потім і в усьому СРСР.
З цього часу в репертуарі гурту залишилися тільки україномовні пісні «Сиджу я край віконечка», «Посилала мене мати», «Ой, у гаю при Дунаю», «Несе Галя воду», «Ой, під вишнею …», «Тиша навкруги», «Чом ти не прийшов?» та інші.
1979 року фірма «Мелодія» записала їхню першу платівку, а Укртелефільм зробив її телеверсію.
Подальший спад популярності гурту та зникнення з теле- та радіоефіру пояснюють суперечками учасників групи з урядовцями Міністерства культури УРСР. Антоніна Маренич захворіла і не могла співати наживо, тому чиновники запропонували «співати під фанеру» на московській Олімпіаді, на концерті з нагоди Дня працівників сільського господарства, від чого артисти відмовилися. Серед причин цих суперечок також називають відмову гурту давати концерти на стадіонах, виконувати радянські патріотичні пісні, спроби виконувати пісні січових стрільців. Представники влади заборонили тріо виступати за межами Волинської області.
На початку 1990-х артисти поїхали на гастролі до США й Канади (тоді вже звільнилися з Волинської філармонії). Про Мареничів практично не було чути аж до 1994 року, коли тріо дало великий концерт у київському палаці «Україна».
З того часу гурт випустив кілька дисків своїх старих і нових пісень, а наприкінці 2004 року розпався.
Валерій Маренич іноді виступає сольно, випустив диски «Пісні Волинських авторів» і «Ген, на узліссі хрест мовчить…». Антоніна також виступає сама, залучаючи до своєї концертної діяльності сестру Світлану, яка нині живе в Італії.
8 лютого 2003 р. кожен з учасників тріо отримав звання «Народний артист України».

## Склад
- Валерій Маренич — вокал, гітара, бонги, кларнет. Народився 1 січня 1946 року у Кривому Розі.
- Антоніна Маренич (Сухорукова; нар. 17 березня 1950 року в Куйбишеві) — вокал, маракаси, гармоніка, бубон, бас-гітара.
- Світлана Маренич (Сухорукова; нар. 1 березня 1956 року в Куйбишеві) — вокал, бубон, гармоніка.

## Дискографія
- 1979 — «Співає Тріо Маренич»
- 1998 — «Три тополі»
- 2000 — «Ой, під вишнею»
- 2003 — «Співає Тріо Маренич» (Мареничі)
- 2004 — «Краще»
- 2006 — «Тріо Маренич»

## Фільмографія
- «Співає Тріо Маренич» (Укртелефільм)
- «Маленький концерт у дорозі»
- 1980 — «Квіти лугові» (Одеська кіностудія, режисер Вадим Лисенко)
- 1987 — «Поки є час» (Кіностудія Довженка, режисер Борис Шиленко)
- «Пшеничне перевесло»